# Kaplica zdrojowa w Szczawnicy
Kaplica zdrojowa w Szczawnicy – zabytkowa, neogotycka kaplica znajdująca się na skraju Parku Górnego w Szczawnicy, tuż nad willą „Szwajcarka Górna”, na wschód od placu Józefa Dietla. W rejestrze zabytków Narodowego Instytutu Dziedzictwa kaplica figuruje pod wezwaniem Najświętszej Marii Panny.

## Historia
Kaplica została ufundowana i zaprojektowana przez Józefa Szalaya. Zbudowano ją Parku Górnym, aby ułatwić dostęp do kościoła tutejszym kuracjuszom. 29 lipca 1847 roku dziekan łącki ks. Maciej Szafrański uroczyście poświęcił kaplicę pod wezwaniem Królowej Niebios. 
Pierwotne wyposażenie kaplicy stanowiły dary rodziny i przyjaciół Józefa Szalaya oraz kuracjuszy. Relikwię drzewa z Krzyża Świętego podarował świątyni niejaki Kostkowski (albo Kossowski).
W 1848 roku kaplica otrzymała ołtarz Zbawiciela Świata. Autorem obrazu w ołtarzu jest Józef Szalay albo Konrad Coghen (Kogen).

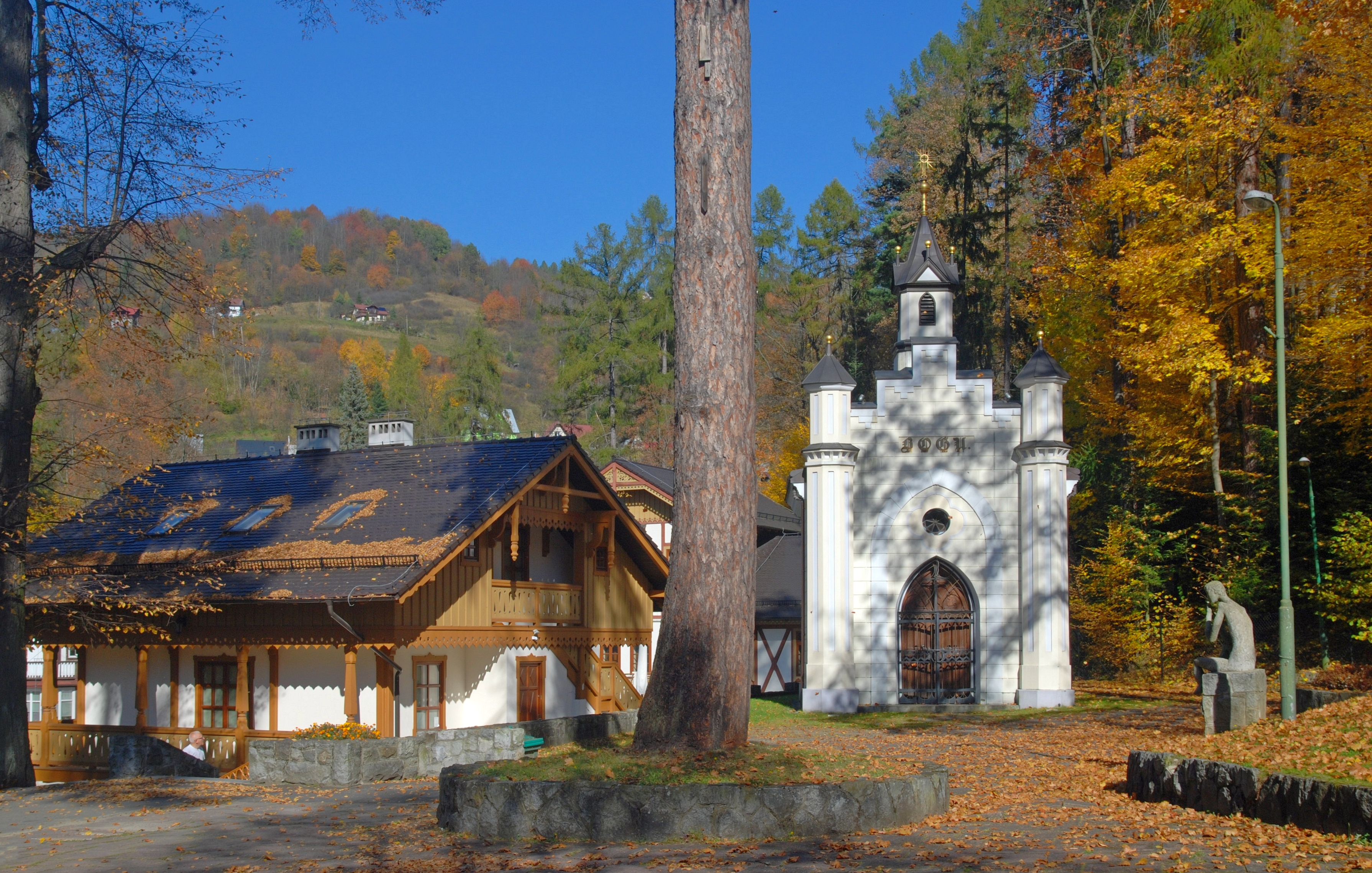
Widok od strony Parku Górnego
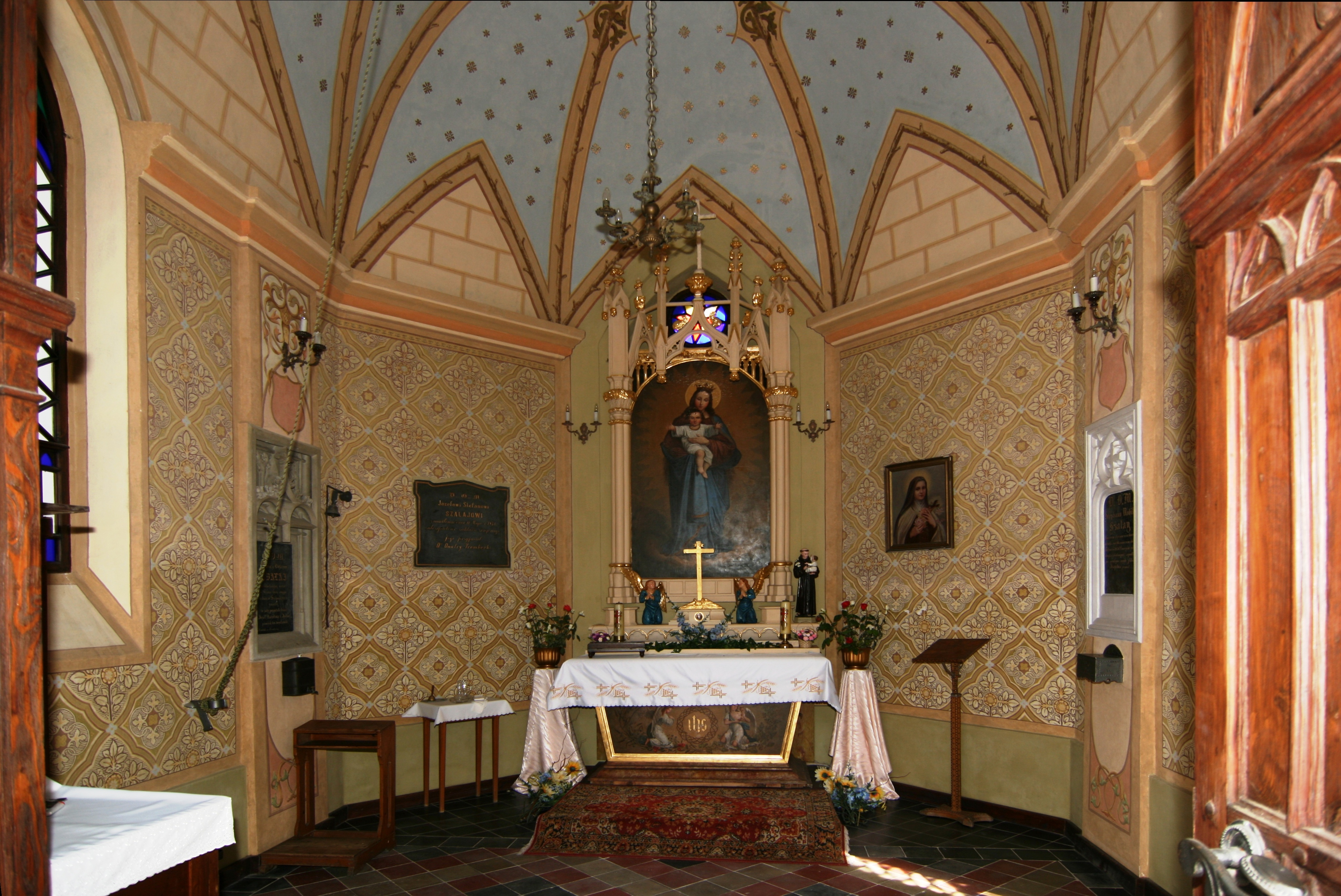
Wnętrze
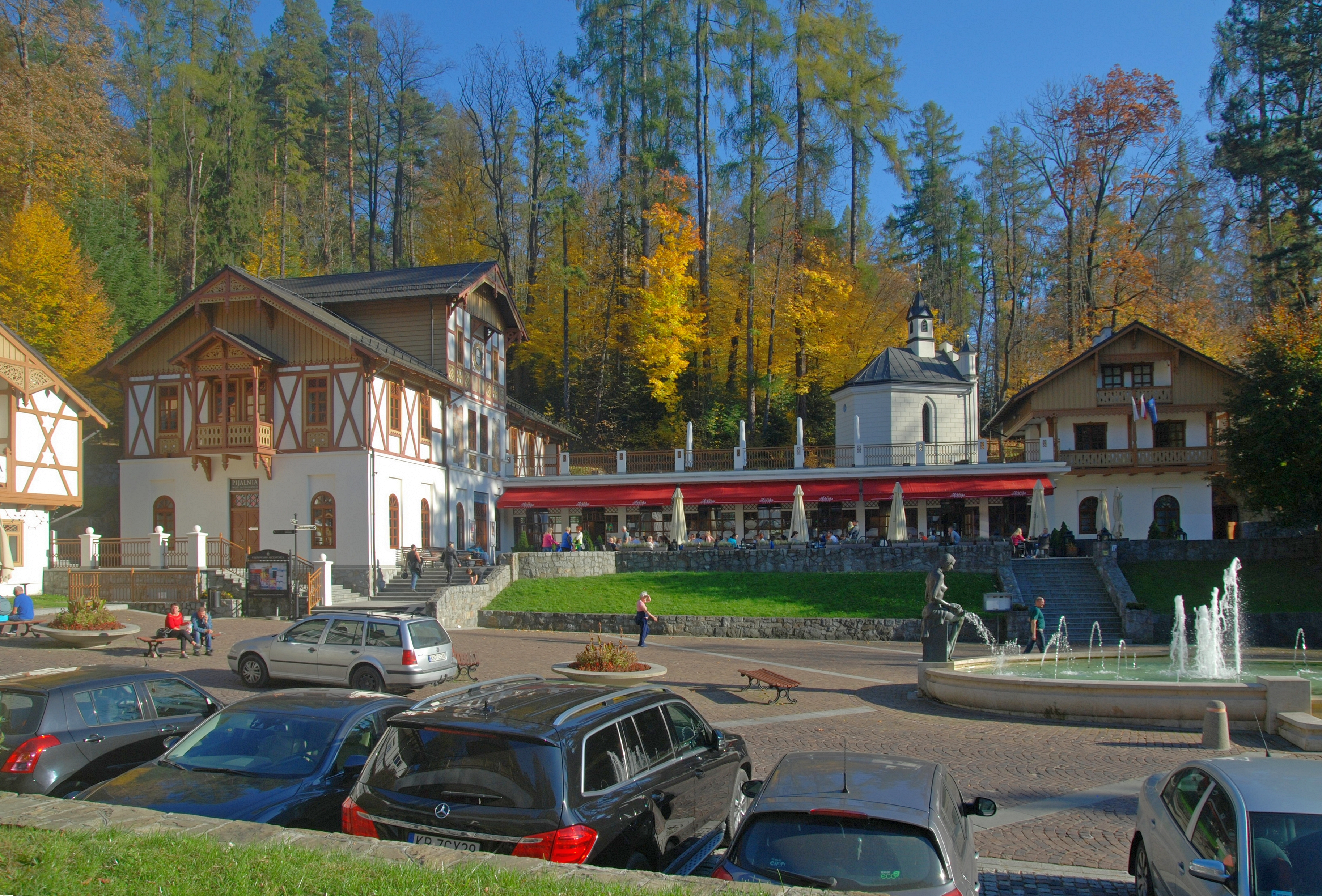
Widok od strony pl. Dietla
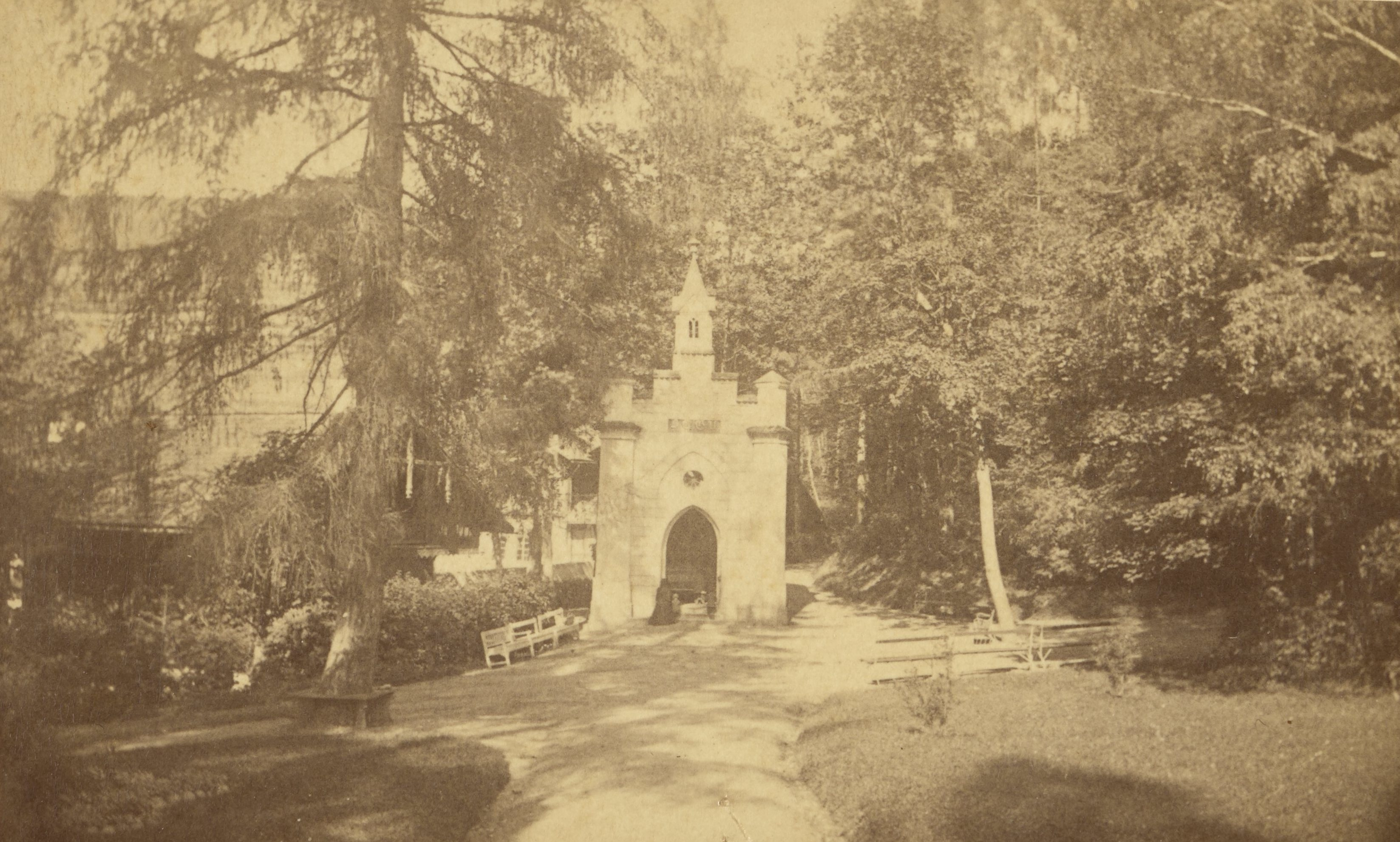
Kaplica po 1877
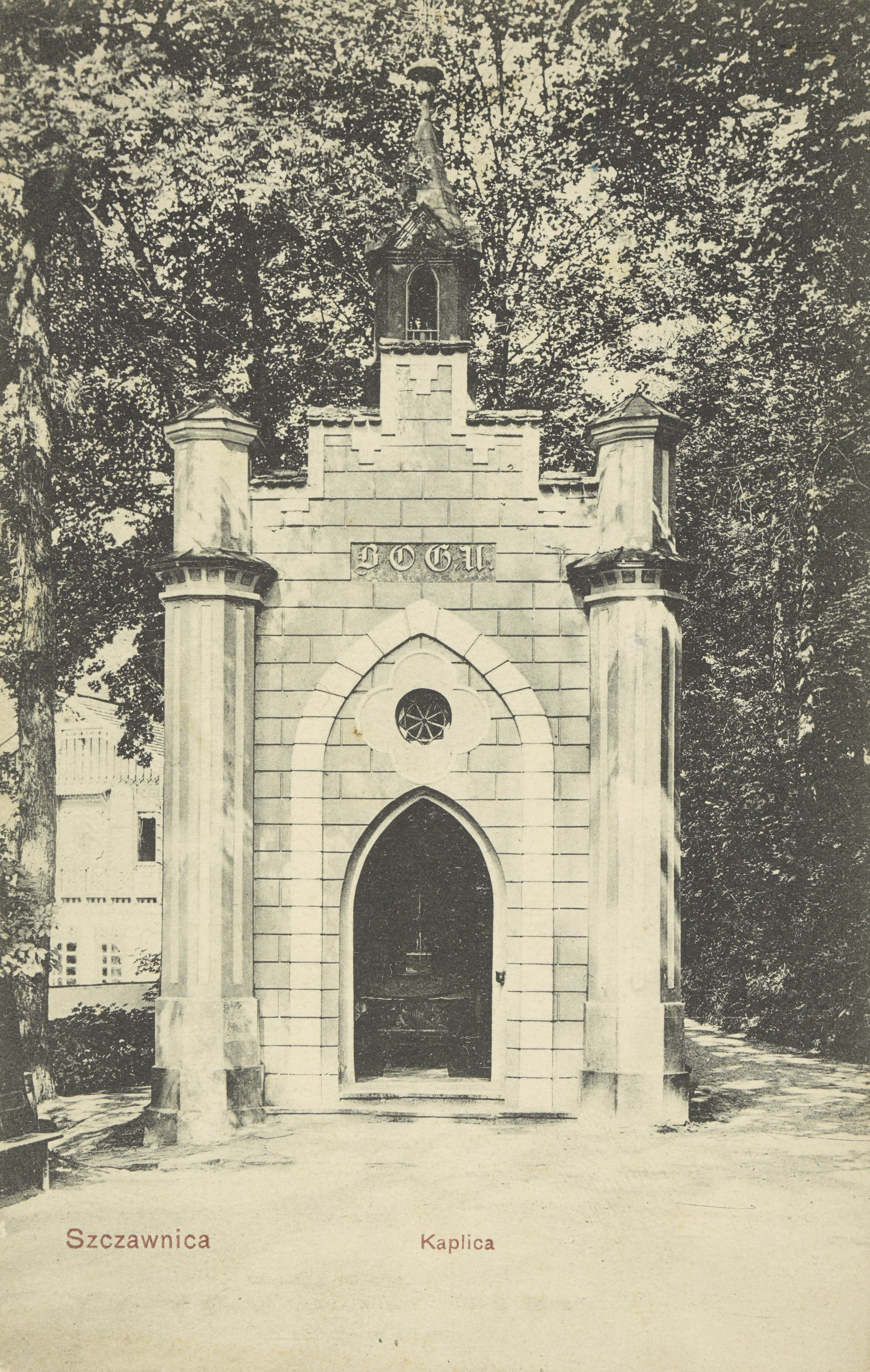
Kaplica około 1907

## Architektura i wyposażenie
Neogotycka kapliczka na planie prostokąta, zwieńczona trójboczną apsydą, zbudowana jest z białego kamienia i posiada dwie wieżyczki wspierające przednią ścianę oraz sygnaturkę na zwieńczeniu dachu. W bocznych ścianach znajdują się duże, gotyckie okna, a nad ołtarzem i drzwiami – okrągłe okienka.
Nad wejściem do kaplicy znajduje się napis „BOGU”. Wewnątrz umieszczono 3 marmurowe tablice: na bocznych ścianach dwie tablice, ufundowane przez Józefa Szalaya, poświęcone są jego rodzicom – Stefanowi i Józefinie Szalayom; trzecia, na lewo od ołtarza, jest poświęcona Józefowi Szalayowi i została ufundowana przez Onufrego Trembeckiego.